# Billingsley
Billingsley es un pueblo del Condado de Autauga, Alabama, Estados Unidos. En el censo de 2000, su población era de 116. 

## Demografía
En el 2000 la renta per cápita promedia del hogar era de $ 44.688$ y el ingreso promedio para una familia era de 46.000$. El ingreso per cápita para la localidad era de 14.713$. Los hombres tenían un ingreso per cápita de 30.625$ contra 15.750$ para las mujeres.

## Geografía
Billingsley está situado en 32°39′37″N 86°42′40″O / 32.66028, -86.71111 (32.660416, -86.711247) .
Según la Oficina del Censo de los EE. UU., la ciudad tiene un área total de 1.18 millas cuadradas (3.05 km ²).